# Liste der Monuments historiques in Villiers-en-Lieu
Die Liste der Monuments historiques in Villiers-en-Lieu führt die Monuments historiques in der französischen Gemeinde Villiers-en-Lieu auf.

## Liste der Immobilien
| Bezeichnung    | Beschreibung            | Standort          | Kennzeichnung | Schutzstatus | Datum | Bild           |
| -------------- | ----------------------- | ----------------- | ------------- | ------------ | ----- | -------------- |
| Kirche St-Rémi | aus dem 16. Jahrhundert | Grande Rue (Lage) | PA00079277    | Inscrit      | 1925  | weitere Bilder |

## Liste der Objekte
| Bezeichnung                    | Beschreibung | Standort                     | Kennzeichnung | Schutzstatus | Datum | Bild |
| ------------------------------ | --- | ---------------------------- | ------------- | ------------ | ----- | ---- |
| Chororgel                      | Haupteintrag für PM52001284 | in der Kirche St-Rémi (Lage) | PM52001507    | Classé       | 1980  |      |
| Instrumentalteil der Chororgel | vermutlich vor 1877 von Aristide Cavaillé-Coll für ein Kloster in Paris gebaut, 1879 nach Saint-Dizier verkauft, 1906 nach Villiers-en-Lieu versetzt | in der Kirche St-Rémi (Lage) | PM52001284    | Classé       | 1980  |      |
| Skulptur Christus in der Rast  | Stein, 17. Jahrhundert | in der Kirche St-Rémi (Lage) | PM52001282    | Classé       | 1965  |      |